# Stephan Seiler (Journalist)
Stephan Seiler (* 1980 in Birkenfeld, Rheinland-Pfalz) ist ein deutscher Journalist, Autor, Podcaster und Medienberater. Von 2014 bis 2021 war er Chefredakteur des Bahnreisemagazins DB MOBIL, anschließend arbeitete er bis 2024 im Gesellschafts- und Kulturressort des Nachrichtenmagazins stern. Seitdem ist er freiberuflich für verschiedene Medien tätig.

## Leben und Ausbildung
Seiler wuchs in Rheinland-Pfalz auf und legte dort sein Abitur ab.
Ab dem 13. Lebensjahr schrieb er parallel zur Schule für die Lokalzeitung Nahe-Zeitung (gehört zur Rhein-Zeitung). Von 2000 bis 2002 studierte er Politikwissenschaften, Sport und Publizistik an der Gutenberg-Universität in Mainz. Während des Studiums schrieb er für die Mainzer Rhein-Zeitung und arbeitete für das ZDF in den Redaktionen heute und hallo deutschland.
Er brach das Studium ab und absolvierte ab 2002 die Axel Springer Journalistenschule in Berlin und in Hamburg.

## Beruflicher Werdegang
Ab 2004 arbeitete Seiler zunächst als Politikredakteur bei der BILD-Zeitung, ab 2006 als Zeitgeistredakteur für die Zeitschrift MAX. Später veröffentlichte er als freier Journalist Reportagen und Interviews u. a. in der Süddeutschen Zeitung, Welt am Sonntag, Bild am Sonntag, dem Magazin Neon, in GQ und Playboy. 2011 nahm er am Arthur F. Burns Fellowship teil und war im Rahmen des Programms beim New York Times Magazine tätig. Im Medium Magazin publizierte er mehrere Jahre die Interviewreihe „Reporter“, in der Seiler renommierte Reporterinnen und Reporter zu ihrer Arbeit befragte.
Von 2014 bis 2021 war Seiler Chefredakteur von DB MOBIL, dem Kundenmagazin der Deutschen Bahn. In dieser Rolle führte Seiler viele Titelinterviews, unter anderem mit Bundespräsident Frank-Walter Steinmeier, Sänger Udo Lindenberg und Formel-1-Rennfahrer Nico Rosberg. Im Jahr 2018 entwickelte er zudem ein Personality-Magazin mit dem Fußballer Jérôme Boateng, bei dem er auch als Co-Chefredakteur fungierte und Interviews, unter anderem mit dem Sänger Herbert Grönemeyer führte.
Im August 2021 wechselte er zum Magazin stern, wo er zunächst als Ressortleiter und danach als Redakteur für besondere Aufgaben tätig war. Dort verantwortete er unter anderem die Jugendstudie des stern sowie einen Homophobie-Report.
Seit 2024 ist Seiler als Medienberater, Produzent und Autor selbständig (kress.de, stern.de). In dieser Funktion berät er u. a. das Produktionsunternehmen PQPP2 bei der Weiterentwicklung des Podcasts „alles muss raus“ mit Thilo Mischke sowie das Produktionsunternehmen I&U TV bei der Konzeption und Umsetzung des TV-Formats „Ronzheimer – Wie geht’s Deutschland?“ mit Paul Ronzheimer (SAT.1).

## Tätigkeit/Werk
Seilers journalistische Arbeit fokussiert seit 2024 gesellschaftliche, popkulturelle und identitätspolitische Themen, insbesondere Männlichkeitsbilder und Geschlechterfragen. In verschiedenen Medien (u. a. stern TV) tritt er auch als Experte für homo- und queerfeindliche Gewalt auf.
Seit 2009 veröffentlicht er zudem im Diabetes Ratgeber die Kolumne „Seilers Zucker“, in der er persönliche Erfahrungen mit der Krankheit verarbeitet. Für den Herbst 2025 ist der Start eines Diabetes-Podcasts mit der Moderatorin Laura Karasek geplant.
Zu seinen aktuellen Veröffentlichungen zählen mehrere Beiträge im ZEITmagazin, darunter im Juni 2024 eine Titelgeschichte über gegen Männer gerichtetes Bodyshaming wegen der Penisgröße sowie Artikel zu Chat-Neurosen und Gewalt gegen queere Menschen.

## Auszeichnungen
- Arthur F. Burns Fellowship (2009)

- BCM-Award in Gold (2014) für DB MOBIL

- Medienpreis der Deutschen Gartenbau-Gesellschaft 1822 (2019)

## Veröffentlichungen
- Seilers Zucker: Kolumnen aus dem Leben eines Diabetikers, Wort & Bild Verlag, 2017, ISBN 978-3-927216-48-8.

## Podcasts (Auswahl)
- Candy Diaries (ab 2025, mit Laura Karasek; Ankündigung)
- Interviewgast in Thilo Mischke – Uncovered (Folge 209: Stern-Journalist Stephan Seiler über den Aufwind der AfD: „Sie ist die Speerspitze gegen die Veränderungskraft“: und Folge 260: Zeitgeist-Check 2023: "Dragonball ist mein Ski Aggu")
- Gastbeitrag im Format „Schwul, okay – aber bitte nicht tuntig“